# Рио-Терсеро (город)
Рио-Терсеро (исп. Río Tercero) — город и муниципалитет в департаменте Терсеро-Арриба провинции Кордова (Аргентина).

## История
В начале XX века землями в этих местах владел Модесто Акунья. В 1910 году через них было начато строительство железной дороги, и в 1913 году здесь была построена станция Модесто-Акунья, вокруг которой начало расти поселение. В 1918 году поселение Модесто-Акунья было переименовано в Рио-Терсеро. В 1925 году был образован муниципалитет.
В конце 1930-х годов здесь был построен военный завод, давший мощный толчок развитию города. Однако в 1995 году взрыв на военном заводе в Рио-Терсеро привёл к массовым человеческим жертвам, после чего город начал стагнировать.

## Знаменитые уроженцы
- Иванна Мадруга (род. 1961) — теннисистка, первая ракетка Аргентины (1977—1984).
- Клаудио Лопес (род. 1974) — футболист.
- Пабло Приджиони (род. 1977) — баскетболист.
- Хосе Мария Лопес (род. 1983) — автогонщик.